# Abdoul Mbaye
Abdoul Mbaye (n. 13 aprilie 1953, Dakar, Senegal) este un politician din Senegal.
Mbaye a studiat la Universitatea Cheikh-Anta-Diop, HEC Paris și la Universitatea Paris 1 Panthéon-Sorbonne. După ce și-a terminat studiile, a lucrat la Banca Centrală a Africii de Vest din 1976. Mbaye a fost prim-ministru al Senegalului sub președintele Macky Sall din 5 aprilie 2012, succedându-i lui Souleymane Ndéné Ndiaye. A fost demis pe 1 septembrie 2013, fiind înlocuit de Aminata Touré⁠(d).